# アルコレの戦い
アルコレの戦い（アルコレのたたかい、英:Battle of Arcole, 仏:Bataille de Arcole、1796年11月15 - 17日）は、フランス革命戦争の戦闘の1つである。北イタリア（当時はオーストリアが実効支配）のヴェローナに程近いアルコレ沼沢地周辺で、ナポレオン・ボナパルト率いるフランス軍が、ヨーゼフ・アルヴィンツィ率いるオーストリア（神聖ローマ帝国）軍を破った。フランス軍がアルコレ橋を渡る際の戦闘が特に取り上げられ、絵画にも描かれているが、それはドラマティックな効果を狙った結果であり、実際の戦いはかなり複雑である。

## 背景
ヴェローナ東方地域での戦闘で深刻な損害を受け、ヴェローナ市とアディジェ川を通過して撤退したナポレオンは、一旦後退するとアディジェ川南岸を前進して、以前から知っていた浮橋をかけられる場所に向かった。その対岸は軍隊が入り込めない沼沢地であり、それは、アディジェ川および北から合流するアルポーネ川とよばれる小さな支流の堤防上の歩道でしか軍隊が行動できないということを意味していた。
ナポレオンの計画は、アディジェ川の北岸に橋頭堡を築き、そこから歩道に沿って西に若干の部隊を送ることによって、オーストリア軍主力を食い止めるというものだった。歩道が狭いため、オーストリア軍はその数の優位を生かせないと考えられた。ナポレオン軍の残りは歩道を東に向かい、アルポーネ川に沿って北に折れることになっていた。

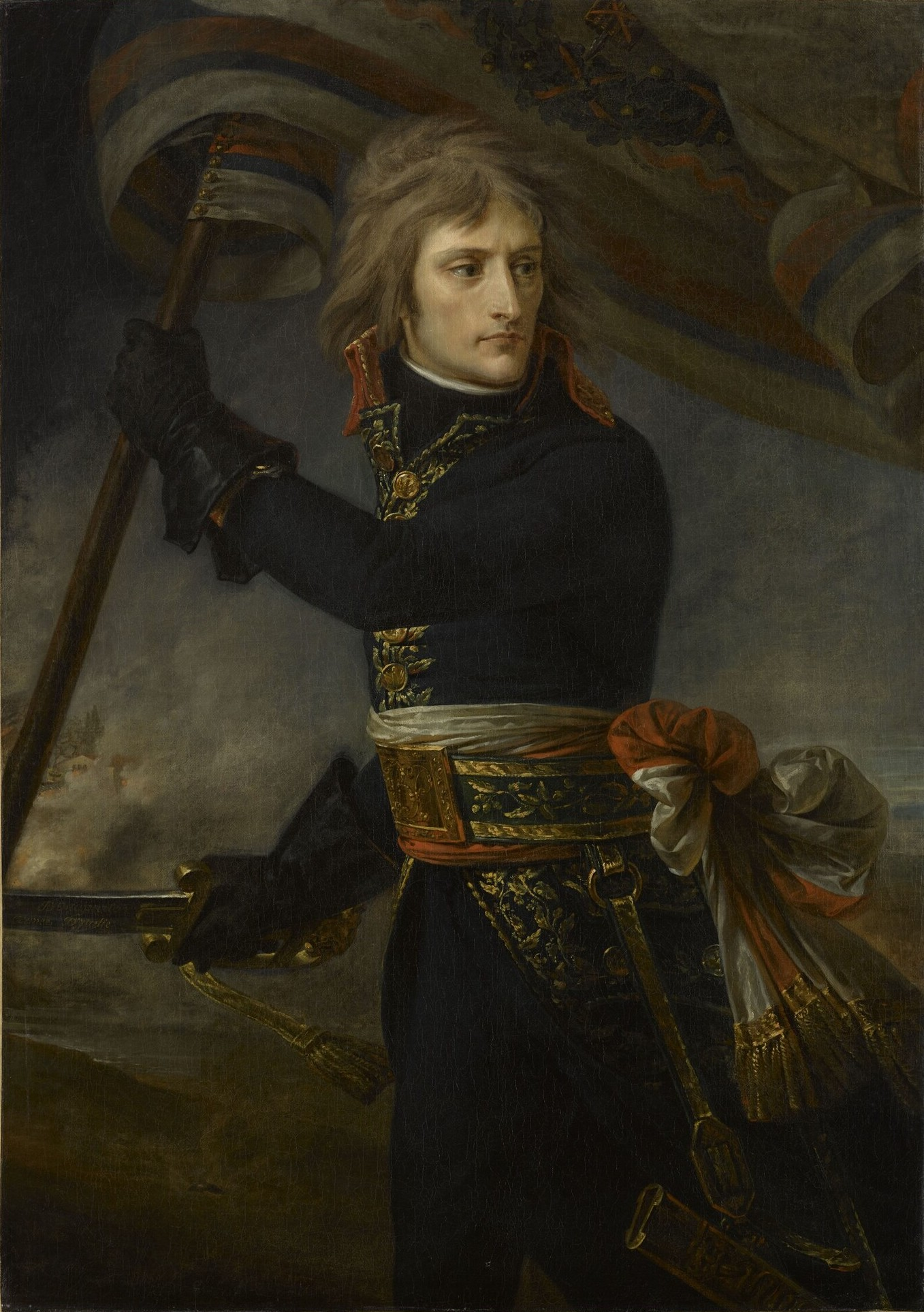
『アルコレ橋のボナパルト』（アントワーヌ＝ジャン・グロ画、1796年ごろ）パリ、ヴェルサイユ宮殿美術館所蔵。

## 経過
アルポーネ川に沿って1マイル先にアルコレの村に渡れる橋があり、それを渡れば、北に伸びるオーストリア軍の連絡線を遮断することができた。そしてそれこそナポレオンが望んで止まないものだった。しかしオーストリア軍はアルポーネ川の東岸に整列し、橋を渡るフランス軍を縦射することができたため、フランス側にとってアルコレ橋を奪うことはおろか近づくことさえ難しいことは明らかであった。フランス兵の大部分は銃火を避けるため歩道の陰に伏せるしかなかった。1人の目撃者は、そのときナポレオンが自ら軍旗を持ち、部下の擲弾兵を率いて突撃したと述べている。
それはナポレオン伝説の重要な一瞬であった。したがって、実際に橋を渡っているナポレオンを描いた絵画が、事実よりも芸術的な解釈に基づいていることは大いに考えられることである。ただしナポレオンの副官であったオーギュスト・マルモンは、ナポレオンは橋の手前200歩まで前進したものの、ある歩兵士官に体を掴まれ後退したと語っている。また別な証言ではナポレオンが前進したのは橋の55歩手前までだったという。一説によればナポレオンは馬上から転げ落ち、沼地のはずれのぬかるみのところまで流されたという。いずれにしてもフランス軍は戦いの初日になんとか橋を渡ることができたものの、再び退却しなければならなかった。激しい戦闘がさらに2日続いた後、ナポレオンとその将軍たちはようやくオーストリアの守備隊を追い払い、アルポーネ川を横切ってアルコレに渡ることができた。それは11月17日、次第につのる暗闇の中でのことだった。

## 後日談
フランス軍がやっとアルポーネ川の橋を渡ったときには、オーストリア軍の大半は安全な場所に移動していた。しかし、フランス軍が包囲するマントヴァに入城して守備隊を救援するという計画をオーストリアに放棄させたという点で、ナポレオンは自らこれを勝利であると認めた。ナポレオンはアルヴィンツィの注意を部隊の北の側面に向けさせ、また、チロルから進撃してきた第二のオーストリア部隊も破ったため、アルヴィンツィは再度東に退いた。
ジャン・ランヌは、アルコレの戦いで常にフランス軍の先頭に立ち、三日間で三度の重傷を負いながら戦い続けるという働きを見せた。その勇気に感動したナポレオンは、アルコレで敵から奪った軍旗にメッセージを添えてランヌに贈っている。以後ナポレオンはランヌを部下としてより友人として遇するようになり、その関係はナポレオンが皇帝になっても変わらず、ランヌが死ぬまで続いた。